# Sparattanthelium uncigerum
Sparattanthelium uncigerum är en tvåhjärtbladig växtart som först beskrevs av Carl Daniel Friedrich Meisner, och fick sitt nu gällande namn av Kubitzki. Sparattanthelium uncigerum ingår i släktet Sparattanthelium och familjen Hernandiaceae. Inga underarter finns listade i Catalogue of Life.